# Strahov (Praga)
Strahov è una zona residenziale di Praga nella parte occidentale della collina di Petřín, sulla riva occidentale della Vltava, ad ovest di Malá Strana e Hradčany in buona parte compresa nel distretto di Praga 6, lo stesso in cui è ubicato l'Aeroporto di Praga-Ruzyně. I giardini nella zona sono il capolinea della funicolare di Petřín, che collega la sommità del colle a Malá Strana. 

## Descrizione

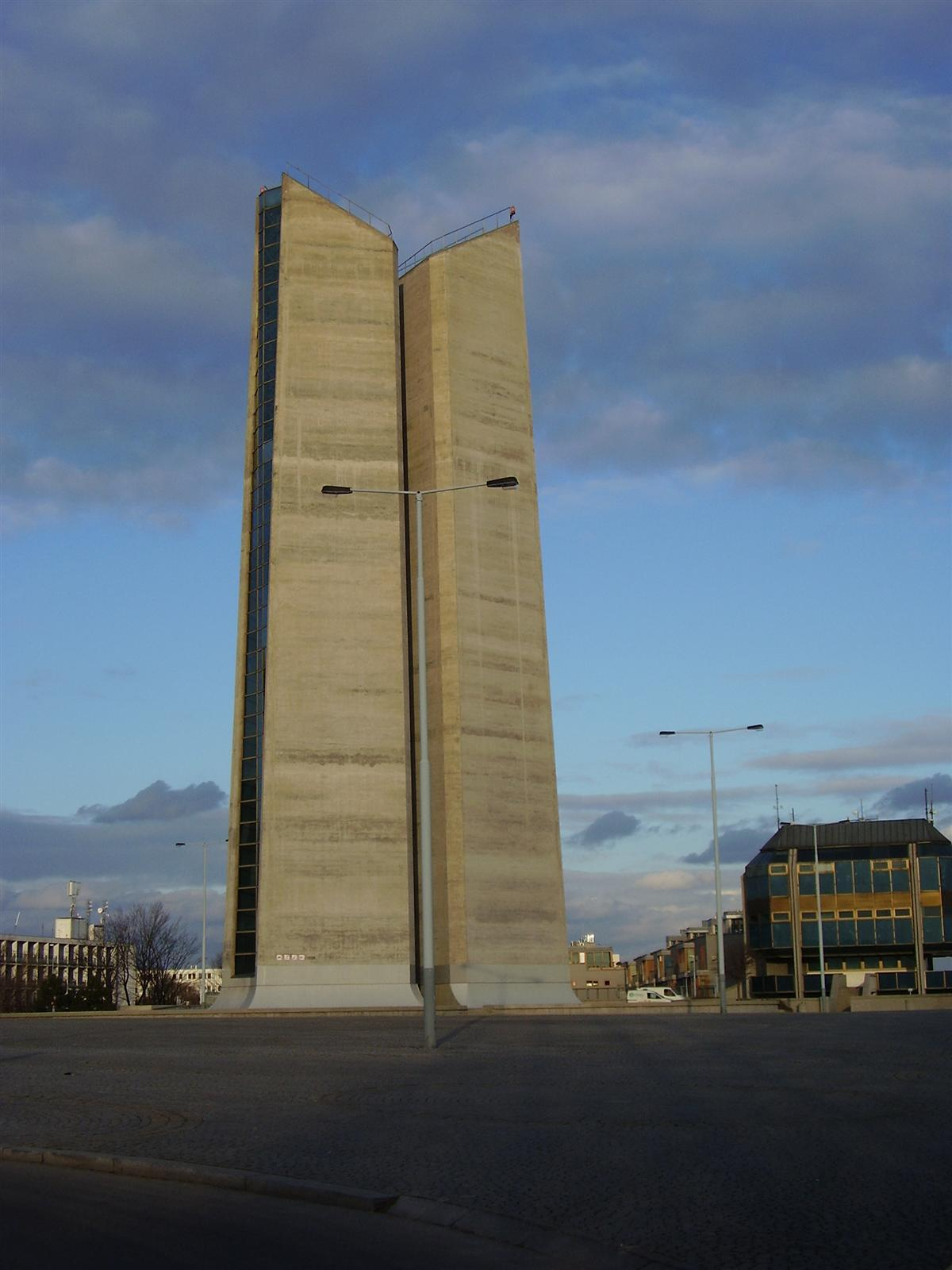
Le torri di ventilazioni dello Strahovský tunnel

Nel quartiere, che è anche sede di diverse ambasciate, sono presenti un monastero, un campus universitario, un osservatorio astronomico e un complesso sportivo.

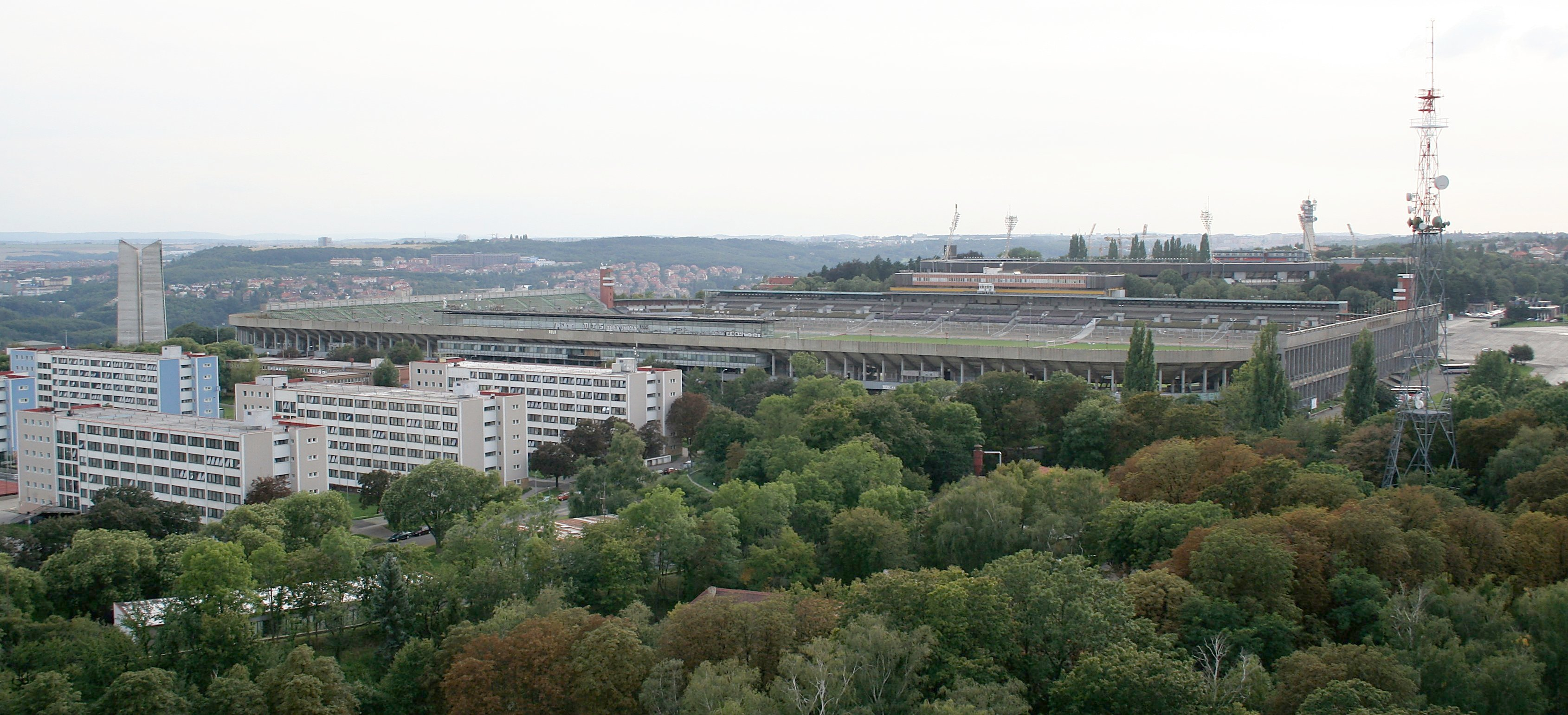
Lo stadio di Strahov, gli edifici del campus e le torri di ventilazione del tunnel

Il campus universitario per gli studenti dell'Università Tecnica Ceca di Praga (in ceco: České Vysoké Učení Technické v Praze, ČVUT), prestigioso istituto universitario della capitale è fornito di mense e luoghi ricreativi per gli studenti viene denominato Silicon Hill, in quanto gli studenti hanno creato all'interno del campus una rete di computer collegati tra loro; la totale capacità del complesso è di 4714 posti letto. Il complesso è fornito di palestre, bar, ristoranti, negozi, campi da golf e da tennis. Nel periodo estivo uno degli edifici viene usato come ostello. 
Il Monastero di Strahov che fa parte del quartiere catastale di Hradčany, all'interno dell'abbazia conserva le spoglie mortali di san Norberto, il fondatore dell'ordine premostratense e ospita una biblioteca, una pinacoteca e il museo della letteratura ceca. 
L'Osservatorio astronomico è intitolato all'astronomo, generale e uomo politico slovacco Milan Rastislav Štefánik, che fu anche ministro della guerra della Cecoslovacchia, di cui è considerato, insieme a Masaryk, uno dei padri fondatori. 
Il complesso sportivo comprende due stadi: il Velký Strahovský Stadion e lo Stadion Evžena Rošického di proprietà della Federazione calcistica ceca.
Il Velký Strahovský Stadion, costruito per ospitare gli Slety dell'associazione dei Sokol ed utilizzato dal regime comunista per grandi manifestazioni di massa simili agli Slety dette Spartachiadi è ora il centro di allenamento dello Sparta Praga.
La collina su cui sorge la zona residenziale è attraversata da un grande tunnel stradale, lo Strahovský tunnel, i cui gas di scarico sfogano attraverso due gigantesche torri di ventilazione che sorgono nei pressi del Velký Strahovský Stadion. 
Durante la guerra fredda nell'epoca comunista nella zona era presente una postazione di jamming per disturbare le emissioni radiofoniche di Radio Free Europe.